# Arabia (Gradfeld)
Das Arabia-Gradfeld gehört zu den 30 Gradfeldern des Mars. Sie wurden durch die United States Geological Survey (USGS) festgelegt. Die Nummer ist MC-12, das Gradfeld umfasst das Gebiet von 315° bis 360° westlicher Länge und von 0° bis 30° südlicher Breite.
Das Gradfeld enthält Teile von Arabia Terra und Terra Sabaea, es liegt an der Grenze zwischen den nördlichen Ebenen und dem südlichen Hochland. Der Name kommt von einem Albedo feature auf dem Mars, die Gegend wurde nach einem Land das an das Alte Ägypten angrenzte benannt.